# Alfred Lehner
Alfred Lehner   (Nuremberg, c. 1936) és un antic pilot de trial alemany. A començament dels anys 60 va ser un dels pioners del trial a Alemanya i al continent europeu, on es començava a escampar després de dècades de practicar-se només a les Illes Britàniques.

## Trajectòria esportiva
Pilotant la motocicleta alemanya Zündapp, equipada amb motor de dos temps, prengué part a les primeres edicions de la Challenge Henry Groutards (competició internacional antecessora del Campionat d'Europa de trial) aconseguint-hi alguns bons resultats. A banda, guanyà 2 campionats d'Alemanya (1960 i 1962, en les categories de 200 i 100 cc respectivament). Durant la seva època d'activitat, competí també en motocròs.
Com a pilot oficial de Zündapp formà part de l'equip de sis corredors de fàbrica que el 13 de maig de 1965 baté 6 rècords mundials de velocitat sobre asfalt al Circuit de Monza, a bord d'una motocicleta de 50 cc, participant activament en la consecució dels tres rècords en categoria "equip": 6 hores, 1.000 quilòmetres i 12 hores.

## Palmarès en trial
| Any          | Motocicleta  | Chg. Henry Groutards | Campionat d'Alemanya |
| ------------ | ------------ | -------------------- | -------------------- |
| 1960         | Zündapp      | -                    | 1r                   |
| 1961         | Zündapp      | -                    |                      |
| 1962         | Zündapp      | -                    | 1r                   |
| 1963         | Zündapp      | -                    |                      |
| 1964         | Zündapp      | 5è                   |                      |
| 1965         | Zündapp      | 7è                   |                      |
| 1966         | Zündapp      | 87è                  |                      |
| Total títols | Total títols | 0                    | 2                    |

1. ↑  Al total de títols s'hi compten tots els campionats estatals o internacionals guanyats